# حثل شحمي موضعي
الحثل الشحمي الموضعي (بالإنجليزية: Localized lipodystrophy) هو مرض جلدي وأحد أنواع الحثل الشحمي، يمتاز بفقدان دهون تحت الجلد من مواضع حقن الإنسولين.